# Maria de Naglowska
Marija Dmitrevna Naglovskaja que tinha como nome artístico Maria de Naglowska São Petersburgo, 15 de Agosto de 1883 — Zurique, 17 de Abril de 1936) foi uma ocultista, mística, autora e jornalista russa que escrevia e ensinava sobre práticas rituais mágicas sexuais enquanto também estava ligada ao movimento surrealista parisiense. Ela estabeleceu e liderou uma sociedade ocultista conhecida como a Confrerie de la Flèche d'Or (Irmandade da Seta Dourada) em Paris de 1932 a 1935. O ensino oculto de Naglowska centrou-se no que chamou de Terceiro Termo da Trindade, no qual a O Espírito Santo da clássica trindade cristã é reconhecido como o divino feminino. Suas práticas objetivaram uma reconciliação das forças claras e escuras na natureza através da união masculina e feminina, revelando o poder espiritual espiritualmente transformador do sexo.

## Biografia
Naglowska nasceu em 1883 em São Petersburgo, na Rússia, filha de general Naglowski um governador provincial de Kazan e Catherine Kamaroff.  Seu pai foi envenenado por um niilista e ela perdeu a mãe em 1895. Ficou órfã aos 12 anos e foi formada no exclusivo instituto aristocrático Smolna.
Durante o período da Revolução Russa de 1905, Maria começou a assistir a várias reuniões fechadas de místicos e revolucionários. Há relatos que Naglovskaya estava familiarizado com Rasputin e a sua seita Khlyst. Num dos concertos, conheceu o violinista Moisey (Moisha) Khopenko, por quem se apaixonou. Após uma rixa com sua família aristocrática causada por ela ter se apaixonando por um plebeu judeu, Moise Hopenko, ela se mudou com ele, primeiro para Berlim e depois para Genebra se casaram e, posteriormente, teve três filhos:Alexandre, Marie e André. Por volta de 1910, Hopenko a abandonou para se mudar para a Palestina. Naglowska ganhou a vida como professora. Ela também trabalhou como jornalista, mas seus escritos radicais (e suspeita de espionagem) levaram a sua prisão e eventual expulsão da Suíça em 1920.
Ela se fixa na Itália trabalhando no Jornal "L'Italia", durante o período de  1921 até 1926. Durante essa primeira passagem por Roma ela conhece e conheceu Julius Evola., em 1926 um de seus filhos, Alexandre, consegue um cargo na administração na cidade de Alexandria no Egito e parte com ele. Consegue se reencontrar com grande parte da família, durante a estadia no Egito ela continua a fazer artigos para jornais e ingressa na Sociedade Teosófica e leciona e dá palestras na seção local.
Em 1929, ela se mudou para Paris. Para se sustentar, ela conduziu seminários ocultos que atraíram mais de 40 pessoas para ouvir suas idéias sobre magia sexual. A participação nessas sessões incluiu notáveis escritores e artistas de vanguarda, como Evola, William Seabrook , Man Ray e André Breton . Essas reuniões levaram ao estabelecimento da Irmandade da Flecha de Ouro.Durante seu tempo em Paris, ela também publicou um jornal chamado La Flèche (A Flecha) para o qual ela e outros ocultistas, incluindo Evola, contribuíram com artigos. O jornal divulgou vinte edições ao longo de seus três anos de existência.
Em 1931, ela compilou, traduziu e publicou em francês uma coleção de escritos publicados e não publicados pelo ocultista americano Paschal Beverly Randolph sobre o tema da magia sexual e dos espelhos mágicos. Sua tradução e publicação das idéias e ensinamentos anteriormente pouco conhecidos de Randolph foi a fonte da influência subsequente de Randolph na magia européia. Ela aumentou o texto com o que ela alegou serem alguns dos seus ensinamentos orais, na qual um capítulo inteiro é dedicado a espelhos mágicos.
No ano seguinte, ela publicou uma novela semi-autobiográfica, Le Rite Sacré de l'amour magique (O Ritual Sagrado do Amor Mágico).
Mais tarde naquele ano, ela também publicou La Lumière du sexe (A Luz do Sexo), um tratado místico e guia para o ritual sexual que era leitura obrigatória para aqueles que buscavam ser iniciados na Irmandade da Flecha de Ouro.
Seu último livro sobre práticas avançadas de magia sexual, Le mystère de la pendaison detalha seus avançados ensinamentos sobre o Terceiro Período da Trindade e o poder espiritualmente transformador do sexo, e a prática do enforcamento de rituais eróticos e outras práticas de privação sensorial.
Seus eventos aparentemente eram bastante controversos. Em 1935, Naglowska fez um discurso no Club de Faubourg, no qual ela foi anunciada como a "Alta Sacerdotisa do Amor do Templo da Terceira Era" e falou sobre o tema "Magia e Sexualidade: O que é o Coito Mágico? O que é a Serpente Simbólica ". O clube foi julgado e condenado por "ultraje à decência pública", mas apelou com sucesso à condenação.
Além de temas ocultos, Maria Naglowska também influenciou o movimento de arte surrealista. O "Lexique sucinct de l'érotisme" no catálogo da Exposição Internacional Surrealista de 1959 em Paris observou sua importante influência.  Sarane surrealista Alexandrina escreveu um relato detalhado de sua vida.
Em 1935, Naglowska teve um sonho que previa sua morte e pouco depois passou a morar com a filha em Zurique. Ela morreu lá, aos cinquenta e dois anos de idade, em 17 de abril de 1936.
Em 2011 e 2012, os trabalhos de Naglowska foram pela primeira vez traduzidos para o inglês e publicados nos Estados Unidos pela Inner Traditions , traduzidos por Donald Traxler e acompanhados por um prefácio de Hans Thomas Hakll.

## Emprego de símbolos relacionados ao Satanismo
Julius Evola, em seu livro "Eros e os Mistérios do Amor: A Metafísica do Sexo", afirmava que Naglowska escrevia muitas vezes para efeito de choque, notando sua "intenção deliberada de escandalizar o leitor através da desnecessária permanência no satanismo". Pode ter sido por um efeito tão escandaloso e provocativo que ela usou retórica e imagens satânicas ou pode ter sido uma ilustração simbólica mais sofisticada em sua mensagem. Ela se referiu a si mesma como "uma mulher satânica". Ela encoraja explicitamente seus discípulos a imaginar Satanás como uma força dentro da humanidade, e não como um espírito destrutivo, real, externo e maligno. Ela proclamou que "a razão está a serviço de Satanás". Ela emprega Satanás como símbolo do desejo do homem pela alegria e liberdade quando ela escreve: "Meus Irmãos, os Veneráveis Guerreiros da Flecha de Ouro, dirão: 'O Homem Livre em você era Satanás, e Ele queria alegria eterna, mas você, Irmão Freed, você decidiu o contrário, porque você não era apenas Satanás, mas também Aquele que vive, sendo a vida ".

## Pratica Ritual Conhecido
O ritual para o qual existe um relato em primeira mão relembra que a cerimônia incluiu Naglowska nua deitada sobre o altar enquanto um iniciado masculino coloca um cálice em sua genitália e proclama: "Eu me esforçarei de qualquer maneira para me iluminar, com o ajuda de uma mulher que sabe amar-me com amor virgem ... Vou pesquisar com companheiros o ato erótico iniciatório, que, transformando o calor em luz, despertando Lúcifer das sombras satânicas da masculinidade." 

## Morte
No final de 1935, enquanto consultava o espelho, ela teve uma visão de sua morte iminente. No início de 1936, ela reuniu alguns de seus discípulos e despediu-se deles. Foi nessa reunião que ela deu seu espelho e um ícone da Virgem de Kazan a um de seus colaboradores mais próximos. Após isso foi morar com sua filha em Zurique. Ela morreu lá, com a idade de cinquenta e dois, em 17 de abril de 1936.

## Trabalhos publicados
Magia Sexualis: Sexual Practices for Magical Power por Paschal Beverly Randolph, Maria de Naglowska e traduzido por Donald Traxler (Inner Traditions, 2012, ISBN 978-1594774188)
The Sacred Rite of Magical Love: A Ceremony of Word and Flesh por Maria de Naglowska traduzido por Donald Traxler (Inner Traditions, 2012, ISBN 978-1594774171)
The Light of Sex: Initiation, Magic, and Sacrament por Maria de Naglowska, traduzido por Donald Traxler e Hans Thomas Hakl (Inner Traditions, 2011, ISBN 978-1594774157)
Advanced Sex Magic: The Hanging Mystery Initiation por Maria de Naglowska, traduzido por Donald Traxler (Inner Traditions, 2011, ISBN 978-1594774164)